# Nantahala
La Nantahala est une rivière dans la forêt nationale de Nantahala dans l'ouest de l'État de Caroline du Nord aux États-Unis, près du parc national des Great Smoky Mountains.
La rivière prend sa source près de la frontière avec l'État de Géorgie près du sentier des Appalaches. Elle se jette dans la rivière Little Tennessee au lac Fontana.
Les routes U.S. Route 19 et U.S. Route 74 longent son cours.

## Toponymie
Le nom « Nantahala » vient de la langue Cherokee et veut dire « terre du soleil de midi ». La rivière coule dans une gorge étroite et escarpée où, dans certaines régions, le soleil atteint seulement le sol quand il est au zénith au milieu de la journée.
La rivière est une destination prisée des amateurs de pêche à la truite, elle est une dix meilleures rivières de l'État pour cette activité.

## Loisirs aquatiques
La rivière sert à la pratique du canoë, du kayak et du rafting pour des milliers de personnes chaque année, surtout depuis 1972 et la création du Nantahala Outdoor Center (en).

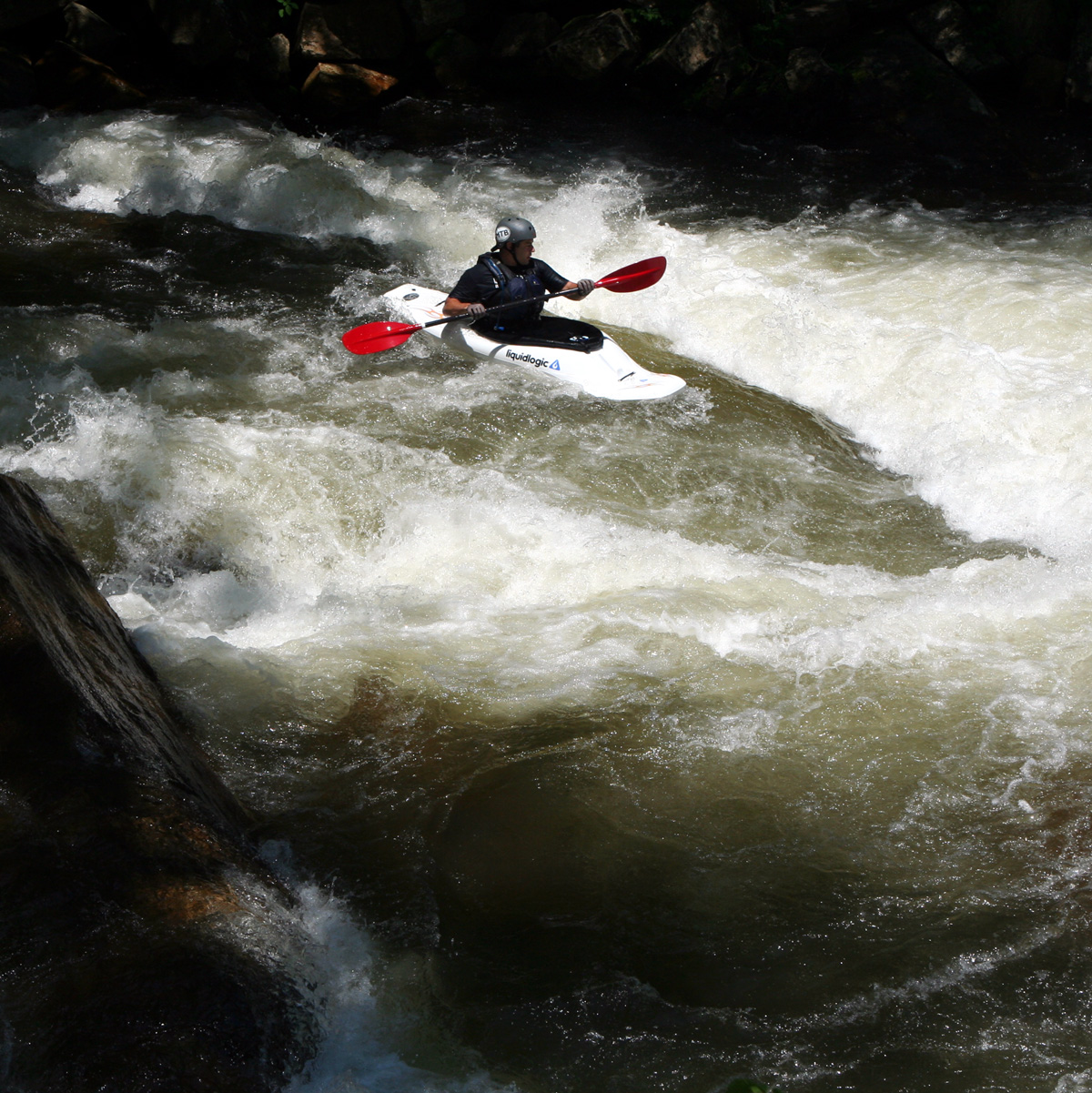
Un kayakiste sur la rivière

## Cours inférieur
La partie du cours de la rivière ouverte au rafting est longue de 8 miles avec des difficultés de classe II et III. Elle part du barrage hydro-électrique jusqu'à la ville de Wesser. Les descendeurs libres doivent payer un droit pour l'emprunter et douze pourvoiries commerciales sont autorisées à exploiter le tronçon par le service des forêts des États-Unis.
Le débit de cette section de la Nantahala dépend des lâchers d'eau du Lac Nantahala qui est contrôlé par Duke Energy. Le barrage Nantahala est un barrage de dérivation, l'eau qui coule normalement à travers la rivière est détournée par une conduite forcée de 5.5 miles avant de traverser la centrale de Nantahala et de retrouver le lit originel du fleuve plus en aval.

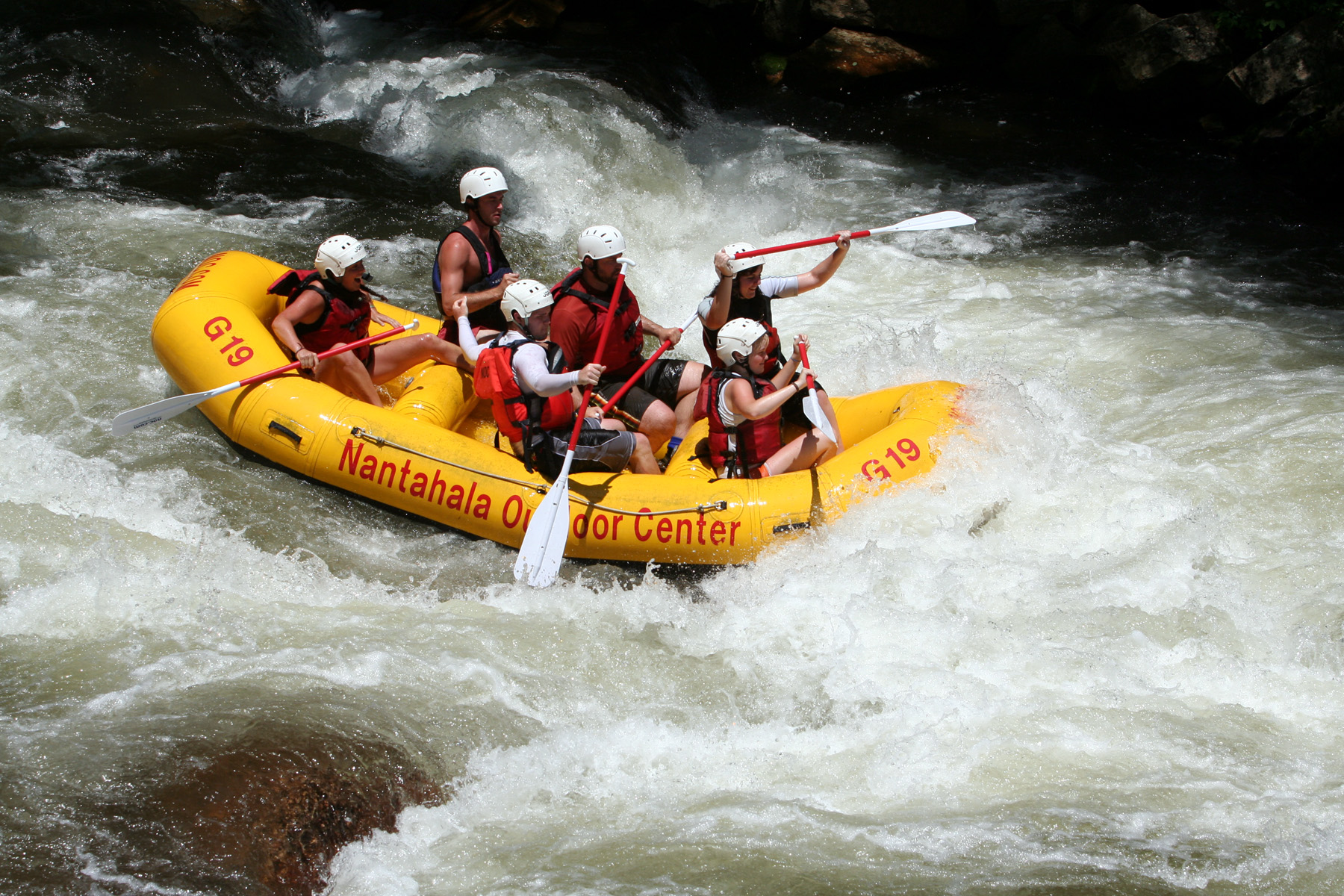
Un raft sur la rivière

## Cours supérieur
La partie supérieure de la rivière s'étend du barrage à la centrale électrique de Nantahala et est appelée « les Cascades » par les pagayeurs locaux. Le débit est régulé par une conduite forcée.
L'eau qui coule normalement dans cette section provient de ses affluents comme le Dick's Creek. Toutefois, au cours des périodes de temps très humide, la rivière coule à plein régime. Cette section du canal est étroit et dispose de plusieurs passage de rapides en classe III à IV + +, notamment ceux appelés « Les Cornes de Dieu ».

## Source
- (en) Cet article est partiellement ou en totalité issu de l’article de Wikipédia en anglais intitulé « Nantahala » (voir la liste des auteurs).